# Orońsko
Orońsko è un comune rurale polacco del distretto di Szydłowiec, nel voivodato della Masovia.
Ricopre una superficie di 81,91 km² e nel 2004 contava 5 723 abitanti.